# Bataille de Kirkouk (2017)
Pour les articles homonymes, voir Bataille de Kirkouk.
Seconde guerre civile irakienne
La bataille de Kirkouk a lieu le 16 octobre 2017 lors de la seconde guerre civile irakienne. Elle débute à l'aube par une offensive menée par l'armée irakienne et les milices chiites des Hachd al-Chaabi visant à reprendre la ville de Kirkouk, occupée par les peshmergas depuis juin 2014. Les troupes kurdes de l'UPK abandonnent leurs positions sans opposer de forte résistance et la ville repasse en fin de journée sous le contrôle du gouvernement de Bagdad.

## Prélude
En septembre 2017, la tenue d'un référendum sur l'indépendance du Kurdistan irakien provoque de fortes tensions entre le gouvernement régional du Kurdistan et le gouvernement de Bagdad.
Le 12 septembre, le parlement irakien vote une déclaration s'opposant catégoriquement à l'organisation du référendum, et appelant le Premier ministre à « entreprendre toutes les mesures nécessaires pour sauvegarder l'unité du pays ». Les députés kurdes quittent la séance en signe de protestation. Le 18 septembre 2017, la cour suprême d'Irak s'oppose au référendum et décrète sa suspension. Le 17 septembre, le vice-président et ex-Premier ministre irakien Nouri al-Maliki déclare : « Nous ne permettrons pas la création d'un deuxième Israël au nord de l'Irak ». Hadi Al-Ameri, chef de l'Organisation Badr, multiplie également les mises en garde contre les risques d'une « guerre civile ».
La situation est particulièrement tendue à Kirkouk. La ville, prise en juin 2014 par les peshmergas après avoir été abandonnée par l'armée irakienne, est peuplée majoritairement de Kurdes, mais compte également d'importantes minorités arabes et turkmènes, elles-mêmes divisées entre chiites et sunnites,. Jalal Talabani, ancien président de la République d'Irak et fondateur de l'Union patriotique du Kurdistan (UPK), mort le 3 octobre 2017, avait déclaré que Kirkouk était la « Jérusalem » des Kurdes. Le Kurdistan irakien traverse également une crise économique liée à la baisse des cours du pétrole,, or la région de Kirkouk concentre 40 % des réserves irakiennes de pétrole brut,,. Le 19 septembre, le premier ministre irakien Haïder al-Abadi menace de lancer une opération militaire si des violences devaient éclater à Kirkouk : « si le citoyen de Kirkouk est exposé au danger, c’est notre devoir légitime d’imposer la sécurité. J’ai demandé clairement à la police de Kirkouk de faire son devoir en surveillant la sécurité et ne pas se transformer en un outil (politique) »,. Les milices arabes et turkmènes chiites font également connaître leur opposition au référendum : mi-septembre les miliciens de l'Organisation Badr font une démonstration de force dans la ville en paradant avec plusieurs dizaines de véhicules, jusqu'aux portes du parlement local.
Le 25 septembre, jour du référendum, le Parlement irakien vote une résolution exigeant le déploiement de l'armée dans les territoires disputés et notamment à Kirkouk. Le lendemain, le gouvernement de Bagdad somme les autorités kurdes de lui remettre le contrôle de ses deux aéroports internationaux à Erbil et Souleimaniye ; le Premier ministre Haïder al-Abadi menace de fermer l'espace aérien du Kurdistan irakien et lance un ultimatum au gouvernement kurde auquel il laisse trois jours pour obtempérer,. Le 29 septembre, Bagdad ferme le trafic aérien vers le Kurdistan irakien, les vols internationaux à partir et vers les aéroports d'Erbil et Souleimaniye sont bloqués.
Le 5 octobre, Hawija, la dernière ville tenue par l'État islamique dans la province de Kirkouk est reprise par l'armée irakienne et les Hachd al-Chaabi.
Le 13 octobre, l'armée irakienne, la police fédérale et les Hachd al-Chaabi lancent une opération militaire dans la région de Kirkouk. Elles s'emparent de la Base-102 sans rencontrer de résistance de la part des Kurdes, mais plusieurs milliers de peshmergas se déploient pour défendre la ville. Pendant quelques jours, un face-à-face tendu oppose les troupes irakiennes et kurdes. Le 15 octobre, le gouvernement de Bagdad demande une nouvelle fois d'annuler le résultat du référendum d'autodétermination du 25 septembre, mais les principaux dirigeants kurdes leur opposent une fin de non-recevoir.

## Déroulement

Carte de l'offensive sur Kirkouk :
Zone contrôlée par le gouvernement irakien
Zone contrôlée par les peshmergas

Dans la nuit du 15 au 16 octobre 2017, à minuit, les forces irakiennes passent à l'offensive dans la région de Kirkouk. Le Premier ministre Haïder al-Abadi donne l'ordre à l'armée et la police de « sécuriser » les bases militaires et les installations fédérales de la province. Les forces irakiennes assurent cependant ne pas avoir l'intention d'entrer dans la ville de Kirkouk ; elles appellent par haut-parleurs les peshmergas à se retirer de leurs positions. L'opération est menée par les unités du contre-terrorisme — dites de la division d'or — la 9e division blindée de l'armée irakienne, la police fédérale et les milices chiites des Hachd al-Chaabi,.
Dans les heures qui suivent le début de l'opération, les forces irakiennes annoncent s'être emparées de routes et d’infrastructures au sud de Kirkouk, notamment une zone industrielle. Les forces de la division d'or s'emparent également, au nord-ouest de la ville, de la base militaire K1, de l'aéroport de Kirkouk, du quartier général de la North Oil Company (NOC) — l'institution publique chargée du pétrole — et du champ pétrolier de Baba Gargar, un des six champs pétroliers de la région,,,. Des combats éclatent aussi entre les peshmergas et les miliciens chiites dans la ville de Touz Khormatou, au sud de Kirkouk,. Les Irakiens s'emparent de la ville ; selon Amnesty International, onze civils sont tués, 35 000 habitants prennent la fuite et des centaines de maisons habitées par des Kurdes sont pillées, incendiées et détruites. Mais dans l'ensemble, les troupes irakiennes ne rencontrent pas de forte résistance ; les troupes kurdes battent en retraite, parfois sous les quolibets et les jets de pierres des habitants turkmènes et arabes.
Les peshmergas de l'UPK sont déployés au sud de la ville, tandis que ceux du PDK sont postés au nord. Mais au matin du 16 octobre, à la suite de la rapide progression de l'armée irakienne, certains responsables du PDK accusent les forces de l'UPK de « trahison » pour avoir abandonné leurs positions. L'UPK, force dominante dans le sud du Kurdistan irakien, est divisée, certains de ses membres s'étant montrés jusqu'alors plus conciliants avec le gouvernement de Bagdad et avec l'Iran que le PDK,,. L'Iran, par le biais de Qasem Soleimani, le chef de la Force Al-Qods qui se rend à Souleimaniye, aurait œuvré pour obtenir le retrait des troupes de l'UPK,,. Le gouvernement irakien affirme également considérer comme « une escalade dangereuse » et une « déclaration de guerre » la présence de combattants du PKK à Kirkouk.
Le gouverneur Najm Emin Karim, limogé par le gouvernement irakien mais refusant de renoncer à son mandat, appelle les habitants de la ville à prendre les armes pour résister. Peu de temps après, le vice-président kurde Kosrat Rassoul arrive en tenue militaire, à la tête d'une cohorte de peshmergas. Dans la ville de Kirkouk, de nombreux habitants prennent les armes pour défendre la ville, mais des dizaines de milliers d'autres prennent la fuite,.
L'armée irakienne entre dans la ville de Kirkouk dans l'après-midi, les soldats retirent des drapeaux kurdes pour les remplacer par des drapeaux irakiens. Dans les rues, les affiches et posters célébrant Jalal Talabani sont généralement épargnés, mais ceux de Massoud Barzani sont presque systématiquement déchirés. Sans rencontrer de résistance, les unités du contre-terrorisme et la police fédérale s'emparent du siège du gouvernorat de Kirkouk. À la fin de la journée, la ville est sous le contrôle des forces de Bagdad,,,,.

## Pertes
Dès le 16 octobre, un responsable kurde de la Santé fait état d'un bilan de 10 peshmergas tués,. Par la suite Omeid Hama Ali, le directeur du service des urgences de l'hôpital de Souleimaniye, affirme à l'Associated Press que 25 corps de combattants kurdes ont été reçus et que 44 combattants sont soignés dans l'établissement. Le 20 octobre, Wasta Rassoul, commandant peshmerga du front sud de Kirkouk et haut cadre de l'UPK, affirme pour sa part que 26 peshmergas ont été tués et 67 autres blessés depuis le 15 octobre.

## Réactions
Les États-Unis restent neutres lors de la bataille alors que des militaires américains sont déployés aux côtés des deux forces au début des hostilités. Le président Donald Trump déclare : « Nous ne prenons pas parti, mais nous n'aimons pas le fait qu'ils s'affrontent ». La Turquie ferme son espace aérien à tous les vols à destination et en provenance du Kurdistan irakien et se déclare prête à coopérer avec le gouvernement irakien pour lutter contre le PKK ; le ministère des Affaires étrangères déclare dans un communiqué : « Nous accueillons avec satisfaction les déclarations du gouvernement irakien selon lesquelles la présence des éléments de l'organisation terroriste PKK ne sera pas tolérée à Kirkouk ».
Le PDK et l'UPK se déchirent après l'offensive, ; Hemin Hawrami, l'un des conseillers du chef du PDK Massoud Barzani, accuse l'UPK de « trahison », il condamne également « l'agression du gouvernement irakien » et affirme « qu'il paiera le prix fort ». Selon Allan Kaval, reporter du quotidien Le Monde : « Le PDK, dont le chef et président du Kurdistan irakien, Massoud Barzani, a été à l’initiative du référendum sur l’indépendance, accuse par la voix de ses représentants une frange de l’UPK, dominée par la famille Talabani, d’avoir pactisé avec les agents d’influence de l’Iran pour livrer Kirkouk à l’armée et aux milices chiites irakiennes afin d’en chasser le PDK de la famille Barzani auquel revenait le contrôle des hydrocarbures ».
Le 18 octobre, le Conseil de sécurité des Nations unies appelle à l'apaisement, demandant à toutes les parties dans un communiqué « de s'abstenir de toute menace et d'un recours à la force, et de s'engager dans un dialogue constructif vers le chemin de la désescalade ».

## Conséquences
Les élections présidentielle et législatives, prévues le 1er novembre, sont reportées à cause de la crise. Le premier ministre irakien Haïder al-Abadi déclare également que le référendum d'indépendance kurde est « terminé et fait désormais partie du passé. [...] L'autorité centrale doit s'imposer partout en Irak ». Le même jour, les forces irakiennes reprennent les champs pétroliers de Bay Hassan, Kahbaz et Havana ; cinq des six champs de la province de Kirkouk sont alors contrôlés par le gouvernement de Bagdad,. Le 18 octobre, les forces irakiennes annoncent avoir atteint leurs objectifs dans la région de Kirkouk. Toutefois le 20 octobre, elles reprennent aux peshmergas la totalité de la province de Kirkouk, cette fois après de violents combats dans la région d'Altun Kupri. Selon le géographe Cyril Roussel : « Avec la perte des champs (pétroliers), le portefeuille kurde est divisé par deux. C'est la fin de l'autonomie économique du Kurdistan et du rêve d'indépendance ».
Le 25 octobre, le Kurdistan irakien se déclare prêt à geler les résultats de son référendum d'indépendance et demande un « cessez-le-feu immédiat ».